# Linux-libre
GNU Linux-libre (Linux-libre avant son rattachement au projet GNU) est un fork du noyau Linux visant au retrait de tous les modules propriétaires (appelés BLOB) chargés dans la version originelle sans le code source, avec du code impénétrable ou sous licence propriétaire. Ses versions sont réalisées et maintenues à partir de la branche stable.

Lux, mascotte alternative dessinée par Guillaume Pasquet basée sur Tux

## Historique
L'origine du projet remonte à 2005 au sein d'une communauté sud-américaine déjà très active avec les projets Ututo, BLAG ou ceux de la Fondation pour le logiciel libre Amérique latine (Free Software Foundation Latin America). Le projet est né de cette volonté de rester libre et de refuser tout compromis éthique. Linux-libre est officiellement lancé par Alexandre Oliva en 2008 sous l'égide de la Fondation pour le logiciel libre Amérique latine, puis devient un paquet GNU en mars 2012.

## Communautés
L'intérêt pour le projet se traduit en 2010 par la création du groupe LibreKernel sur la plate-forme communautaire LibrePlanet. En France, l'association Free Software Corsica se distingue par la maintenance d'une version linux-libre pour Debian.
Le projet est également soutenu par la Free Software Foundation dans sa volonté de promouvoir les distributions GNU/Linux totalement libres. Linux-libre apparait dès lors comme une brique essentielle. Plusieurs distributions ont ainsi adopté ce noyau, parmi lesquelles BLAG Linux and GNU, Dragora, Dynebolic, gNewSense, Musix GNU+Linux, Parabola, Ututo et Trisquel. La distribution Kongoni (en) est à l'origine également citée pour avoir distribué ce noyau, tout au moins durant quelques mois, peu avant que le créateur du projet Kongoni abandonne son projet et ne soit remplacé.

## Disponibilité
Le code source et les paquets pré-compilés du noyau Linux dans lesquels sont enlevés les BLOB sont disponibles directement à partir des distributions GNU/Linux qui utilisent les scripts de Linux-libre. Freed-ora est un sous-projet qui prépare et maintient les paquets RPM pour Fedora qui sont basés sur les paquets du noyau de Fedora. Il y a également des paquets pré-compilés pour Debian et ses distributions dérivées telles Ubuntu.
| Version | Statut                                                                           | Publié en     | Pris en charge jusqu’en |
| ------- | -------------------------------------------------------------------------------- | ------------- | ----------------------- |
| 5.11    | Version future, attendue en février 2021.                                        |               |                         |
| 5.10    | Dernière version publiée. Version actuelle de support à long terme (LTS).        | Décembre 2020 | Décembre 2026           |
| 5.4     | Version précédente de support à long terme (LTS), mais toujours prise en charge. | Novembre 2019 | Décembre 2025           |
| 4.19    | Version précédente de support à long terme (LTS), mais toujours prise en charge. | Octobre 2018  | Décembre 2024           |
| 4.14    | Version précédente de support à long terme (LTS), mais toujours prise en charge. | Novembre 2017 | Décembre 2023           |
| 4.9     | Version précédente de support à long terme (LTS), mais toujours prise en charge. | Décembre 2016 | Décembre 2022           |
| 4.4     | Version précédente de support à long terme (LTS), mais toujours prise en charge. | Janvier 2016  | Janvier 2022            |

Les dernières versions sont disponibles dans Guix.